# Полипролиновая спираль
Полипролиновая спираль — это тип вторичной структуры белка, который встречается в последовательностях аминокислот, содержащих повторяющиеся остатки пролина. Левозакрученная спираль полипролина II (PPII, поли-Про II) образуется, когда все последовательные аминокислотные остатки принимают двугранные углы (φ, ψ) основной цепи примерно (-75°, 150°) и имеют транс- изомеры своих пептидных связей. Эта конформация PPII также характерна для белков и полипептидов с другими аминокислотами, кроме пролина. Аналогичным образом, более компактная правозакрученная спираль полипролина I (PPI, поли-Про I) образуется, когда все последовательные остатки принимают двугранные углы (φ, ψ) основной цепи примерно (-75°, 160°) и имеют цис- изомеры своих пептидных связей. Из двадцати обычных встречающихся в природе аминокислот только пролин, вероятно, принимает цис- изомер пептидной связи, особенно пептидную связь X-Про; стерические и электронные факторы в значительной степени благоприятствуют транс- изомеру в большинстве других пептидных связей. Однако пептидные связи, которые заменяют пролин другой N- замещенной аминокислотой (такой как саркозин), также могут принимать цис- изомер.

## Спираль полипролина II

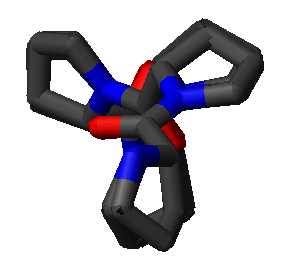
Вид сверху на спираль поли-Про II из двадцати остатков, демонстрирующий тройную симметрию.

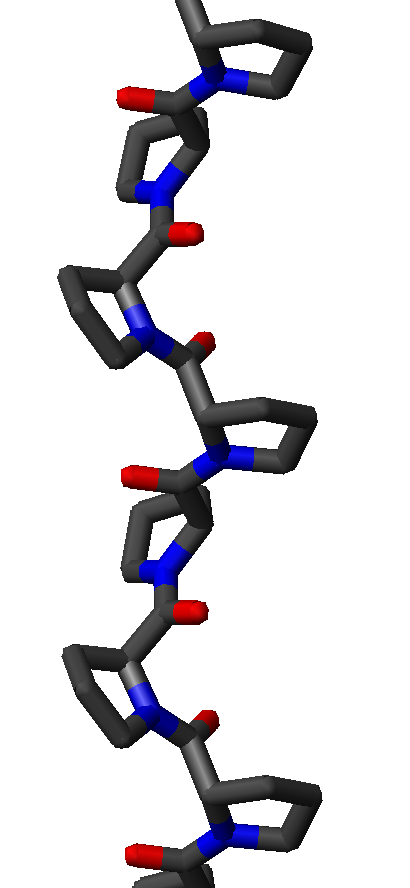
Вид сбоку на спираль поли-Про II, демонстрирующий её открытость и отсутствие внутренних водородных связей.

Спираль PPII определяется двугранными углами (φ, ψ) основной цепи примерно (-75°, 150°) и транс- изомерами пептидных связей. Угол поворота Ω на остаток любой полипептидной спирали с транс- изомерами определяется уравнением
{\displaystyle 3\cos \Omega =1-4\cos ^{2}\left({\frac {\varphi +\psi }{2}}\right)}
Подстановка двугранных углов поли-Про II (φ, ψ) в это уравнение дает почти точно Ω = −120°, то есть Спираль PPII является левозакрученной спиралью (поскольку Ω отрицательна) с тремя остатками на оборот (360°/120° = 3). Сдвиг цепи на остаток составляет приблизительно 3,1 Å. Эта структура в некоторой степени похожа на структуру волокнистого белка коллагена, который состоит в основном из пролина, гидроксипролина и глицина. Спирали PPII специфически связываются доменами SH3; это связывание важно для многих белок-белковых взаимодействий и даже для взаимодействий между доменами одного белка.
Спираль PPII является относительно открытой и не имеет внутренних водородных связей, в отличие от более распространённых спиральных вторичных структур, α-спирали и её родственников 310-спирали и π-спирали, а также β-спирали. Атомы азота и кислорода амида расположены слишком далеко друг от друга (примерно 3,8 Å) и неправильно ориентированы для образования водородных связей. Более того, оба эти атома являются акцепторами водородной связи в пролине; нет донора Н-связи из-за циклической боковой цепи.
Двугранные углы основной цепи, как у PPII (-75°, 150°), часто наблюдаются в белках, даже для аминокислот, отличных от пролина. График Рамачандрана сильно заселен в области PPII, по сравнению с областью бета-листа около (-135°, 135°). Например, двугранные углы основной цепи PPII часто наблюдаются в поворотах, чаще всего в первом остатке β-поворота типа II. «Зеркальное отображение» двугранных углов основной цепи PPII (75°, −150°) наблюдается редко, за исключением полимеров ахиральной аминокислоты глицина. Аналог спирали поли-Про II в полиглицине называется спиралью поли-Гли II . Некоторые белки, такие как антифризный белок Hypogastrura harveyi, состоят из пучков богатых глицином спиралей полиглицина II. Этот выдающийся белок, трехмерная структура которого известна имеет уникальные спектры ЯМР и стабилизируется за счет димеризации и 28 Cα-H··O=C водородных связей. Спираль PPII не характерна для трансмембранных белков, и эта вторичная структура не пересекает липидные мембраны в естественных условиях. В 2018 году группа исследователей из Германии сконструировала и экспериментально наблюдала первую трансмембранную спираль PPII, образованную специально разработанными искусственными пептидами.

## Спираль полипролина I

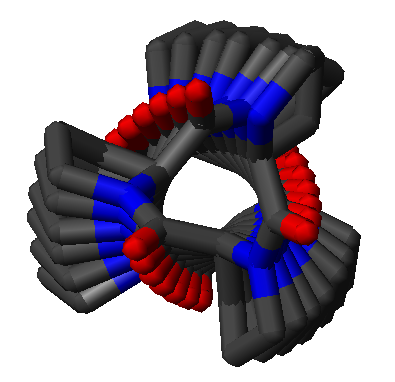
Вид сверху спирали поли-Про I с двадцатью остатками, показывающий нецелое число остатков на оборот.

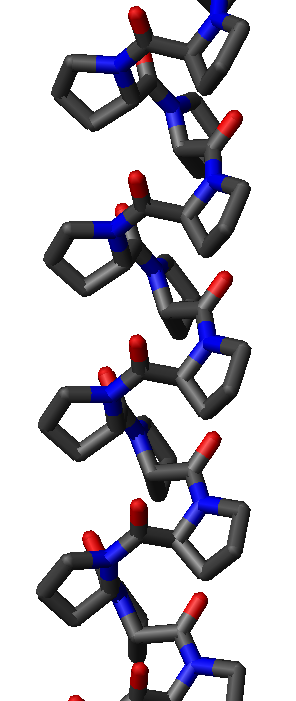
Вид сбоку спирали поли-Про I, демонстрирующий её большее уплотнение.

Спираль поли-Про I намного плотнее спирали PPII из-за цис- изомеров её пептидных связей. Она также встречается реже, чем конформация PPII, потому что цис- изомер имеет более высокую энергию активации, чем транс. Её типичные двугранные углы (-75°, 160°) близки, но не идентичны углам спирали PPII. Однако спираль PPI является правозакрученной спиралью и более плотно намотана, с примерно 3,3 остатками на виток (а не 3). Сдвиг на остаток в спирали PPI также намного меньше, примерно 1,9 Å. Опять же, в спирали поли-Про I нет внутренней водородной связи как из-за отсутствия донорного атома водородной связи, так и из-за того, что амидные атомы азота и кислорода слишком удалены (снова примерно на 3,8 Å) и неправильно ориентированы.

## Структурные свойства
Традиционно PPII считался относительно жесткой и использовался в качестве «молекулярной линейки» в структурной биологии, например, для калибровки измерений эффективности FRET. Однако последующие экспериментальные и теоретические исследования поставили под сомнение эту картину полипролинового пептида как «жесткого стержня». Дальнейшие исследования с использованием терагерцовой спектроскопии и расчетов теории функционала плотности показали, что полипролин на самом деле намного менее жесткий, чем первоначально предполагалось. Взаимопревращения спиральных форм полипролина PPII и PPI происходят медленно из-за высокой энергии активации цис-транс- изомеризации X-Pro (Ea ≈ 20 ккал/моль); однако, это взаимопревращение может быть катализировано специфическими изомеразами, известными как пролилгидроксилазы изомераз или PPIases. Взаимопревращение между спиралями PPII и PPI включает изомеризацию цис-транс- пептидной связи по всей пептидной цепи. Исследования, основанные на спектрометрии ионной подвижности, показали наличие определённого набора промежуточных соединений в этом процессе.